# Charlotte Wessels
Pour les articles homonymes, voir Wessels.
Charlotte Wessels, née le 13 mai 1987 à Zwolle, aux Pays-Bas, était la chanteuse du groupe de metal symphonique néerlandais Delain. Elle est précédemment membre du groupe de metal gothique To Elysium, jusqu'à sa dissolution. Elle rejoint Delain en 2005, lorsque l'ex-pianiste des Within Temptation, Martijn Westerholt, fonde le groupe. Elle est cousine de la DJ de techno hardcore Dagmar Otto connue sous le nom de DaY-már.

## Carrière
Charlotte Wessels suit des cours de chant jazz et classique. Trouvant le classique trop restrictif, elle décide de faire quelque chose "entre le classique et le jazz", et s'oriente vers le genre gothique.
Après seize années passées comme chanteuse du groupe Delain, elle le quitte en février 2021, Martijn Westerholt ayant décidé de poursuivre l’aventure Delain sous la forme d’un projet solo.

## Discographie Solo

### Albums
- Tales From Six Feet Under - 2021
- Tales From Six Feet Under Vol.II - 2022
- The Obsession - 2024

## Discographie avec Delain

### Albums
- Lucidity - 2006
- April Rain - 2009
- We Are the Others - 2012
- Interlude - 2013
- The Human Contradiction - 2014
- Moonbathers - 2016
- Apocalypse & Chill - 2020

### Singles
- Frozen - 2007
- See Me In Shadow - 2007
- The Gathering - 2008[5]
- April Rain - 2009
- Smalltown Boy - 2009
- Get the devil out of me - 2012[6]
- We Are the Others - 2012
- Stardust - 2014
- Burning Bridges - 2019

## Participation en Guest
- "Embrace The Night" - DaY-már - 2006
- "Serenade of Flames" - Serenity - 2010
- "Please Come Home" - Knight Area - 2011
- "High Enough" - Nemesea - 2011
- "Under Grey Skies" - Kamelot - 2015
- "Beautiful Apocalypse" - Kamelot - 2015
- "Aquarium" - Dark Sarah - 2016
- "Good Life" - Kissin' Dynamite - 2021
- "The Reawakening (Official Qlimax 2021 Anthem)" - Ran-D - 2021
- May it be - The Dark Side Of The Moon 2022